# 서암문
서암문(西暗門)은 북한산성에 있는 문이다. 조선 시대 단위로 높이는 7척, 너비는 7척이다. 외부와 내부를 모두 홍예 모양으로 만들었으며, 성 안의 시체가 모두 여기를 통해 밖으로 나갔다 해서 시구문(屍軀門)이라고 불렸다.

## 현지 안내문
암문은 적의 관측이 어려운 곳에 설치한 성문으로, 일종의 비밀 통로이기 때문에 크기도 작고, 적에게 쉽게 식별될 수 있는 시설도 설치하지 않았다. 이 암문은 성벽의 흐름방향과 달리 입구가 북서쪽을 향하고 있어 외부에서 쉽게 관찰되지 않도록 하였다. 또한 북동쪽의 성벽을 돌출하여 암문으로 접근하는 적을 측면에서 효과적으로 공격할 수 있도록 하였다. 원성에 설치된 12개 암문의 외측 개구부(開口部)는 대부분 홍예식(虹霓式)이지만 제2암문과 더불어 이 암문의 개구부는 평거식(平据式)이다. 선조 15년 1월 23일 한밤중에 습격해온 청병을 크게 물리친 곳이라 하여 이 암문 부근을 '서암문 파적지'라 부른다.